# Kubratovo
Kubratovo (bulgariska: Кубратово) är ett distrikt i Bulgarien.   Det ligger i kommunen Stolitjna Obsjtina och regionen Sofija-grad, i den västra delen av landet, 8 km norr om huvudstaden Sofia.
Trakten runt Kubratovo består till största delen av jordbruksmark. Runt Kubratovo är det tätbefolkat, med 849 invånare per kvadratkilometer.